# Villedieu-la-Blouère

Villedieu-la-Blouère este o comună în departamentul Maine-et-Loire, Franța. În 2009 avea o populație de 2,406 de locuitori.